# Nobuo Yamada
Nobuo Yamada, noto anche con lo pseudonimo NoB (山田 信夫?, Yamada Nobuo; 20 gennaio 1964 – 9 agosto 2025), è stato un cantante giapponese, voce principale dei Make-Up e membro dei Project.R.

## Biografia
Come cantante solista aveva interpretato le sigle di apertura per le serie televisive GoGo Sentai Boukenger e Tensou Sentai Goseiger, entrambe appartenenti al franchise Super sentai.
Con il gruppo musicale Make-Up aveva inciso diversi brani musicali per l'anime I Cavalieri dello zodiaco (Saint Seiya), tra cui la prima sigla di apertura, Pegasus Fantasy (di cui aveva composto e scritto i testi), e la prima sigla di chiusura, Blue Forever; tali brani erano stati pubblicati all'interno degli album Saint Seiya Hits I (con la partecipazione di Mitsuko Horie) e Saint Seiya '96 Song Collection. Inoltre aveva realizzato la canzone Never per il film del 2004 I Cavalieri dello zodiaco - Le porte del paradiso.
Nel 1998 formò con il chitarrista Pata degli X Japan il duo musicale PAF, così chiamato per gli omonimi pick-up per chitarre elettriche. Insieme pubblicarono due album in studio, un mini-album, un album dal vivo e due singoli.
Nel luglio 2007 si era esibito insieme a Hironobu Kageyama, Masaaki Endoh, Yoko Ishida, Kōji Wada e MoJo all'anime convention Anime Friends di San Paolo. Negli anni successivi era stato ospitato anche in eventi simili in altre città brasiliane, come Fortaleza e Brasilia.
Nel 2012 aveva reinterpretato Pegasus Fantasy in una nuova versione usata come sigla di apertura di Saint Seiya Ω e cantata in coppia con Shōko Nakagawa.
Nel 2019 aveva eseguito la sigla della miniserie televisiva Super Sentai Strongest Battle. Nel 2020 aveva partecipato alla cover heavy metal di Pegasus Fantasy dei Mary's Blood (pubblicata nel loro album Re>Animator), cantandola in duetto con la loro cantante principale Eye, che egli aveva allenato vocalmente negli ultimi dieci anni.
Il 25 febbraio 2025 aveva rivelato pubblicamente che nel 2018 gli era stato diagnosticato un cancro al rene; di conseguenza, aveva cancellato le sue apparizioni al Tarō Kobayashi Festival dell'8 marzo 2025 e al Saint Seiya "Pegasus Fantasy" Grand Finale in Messico dal 29 al 30 marzo 2025.
La sua morte, avvenuta il 9 agosto 2025 all'età di 61 anni, è stata annunciata dalla sua agenzia due giorni dopo.

## Discografia
- NoB (1994)
- History Of NoB (2006)
- No Regrets (2018)